# Чупринин, Сергей Иванович
Сергей Иванович Чупринин (род. 29 ноября 1947, Вельск, Архангельская область, СССР) — советский и российский литературный критик, литературовед и публицист, член Союза писателей СССР (1977—1991). Главный редактор журнала «Знамя». Доктор филологических наук (1993), профессор (1999).

## Биография
Родился 29 ноября 1947 года в лагерном лазарете в Вельском районе Архангельской области. Здесь же пошёл в школу, закончил её в Тацинском районе Ростовской области, куда семья была отпущена с принудительного поселения.
В 1971 году окончил филологический факультет Ростовского государственного университета.
Начал печататься в журналах «Дон», «Новый мир», «Юность», «Дружба народов». Закончил аспирантуру в отделе русской классики Института мировой литературы АН СССР.
В 1979 защитил диссертацию на соискание учёной степени кандидата филологических наук на тему «Натурализм в русской литературе 80—90-х годов XIX века».
В 1993 году в МГУ имени М. В. Ломоносова защитил в форме научного доклада диссертацию на соискание учёной степени доктора филологических наук по теме «Творческая индивидуальность критика и литературный процесс 1960—1980-х годов» (специальность 10.01.02 — литература народов СССР (советский период)); официальные оппоненты — доктор филологических наук, профессор В. В. Агеносов, доктор филологических наук, профессор В. И. Баранов и доктор филологических наук, профессор Ю. В. Манн; ведущая организация — Ивановский государственный университет.
В 1999 году присвоено учёное звание профессора. В 2000-е годы Чупринин выступил автором-составителем ряда посвященных русской литературе энциклопедических справочников, вызвавших как позитивные, так подчас и критические отзывы. Во второе десятилетие века обратился к написанию литературно-мемуарной прозы, в центре которой участники литературного процесса советской эпохи, в том числе связанные и личным знакомством с Чуприниным.

## Семья
- дочь Юнна Чупринина
- сын Константин Чупринин

### Деятельность
- 1971 — работа в районной газете «Свет Октября»
- 1972—1973 — работа в ростовской областной газете «Комсомолец».
- 1976—1989 — обозреватель «Литературной газеты»
- 1989—1993 — первый заместитель главного редактора журнала «Знамя»
- С декабря 1993 — главный редактор журнала «Знамя»
- В 2000-е годы вёл семинар поэзии в Литинституте (до 2005 года — совместно с Т. А. Бек).

## Книги
- Твой современник: Современная проза для юношества: проблемы, конфликты, характеры: Пособие для учащихся. — М.: Просвещение, 1979. — 111 с. — 100 000 экз.
- Чему стихи нас учат (Заметки критика о соврем. лирич. поэзии). — М.: Знание, 1982. — 63 с. — (Новое в жизни, науке, технике. Литература ; 8). — 79 890 экз.
- Крупным планом: Поэзия наших дней: проблемы и характеристики. — М.: Советский писатель, 1983. — 287 с. — 20 000 экз.
- Прямая речь: (Заметки о гражданственности поэзии наших дней). — М.: Знание, 1988. — 62 с. — (Новое в жизни, науке, технике. Литература ; 7/1988). — 59 100 экз.
- Ситуация: Борьба идей в современной литературе. — М.: Правда, 1990. — 45 с. — (Библиотека «Огонёк»; № 37). — 150 000 экз.
- Критика — это критики: Проблемы и портреты. — М.: Советский писатель, 1988. — 315 с. — 20 000 экз.
- Настающее настоящее: Три взгляда на современную литературную смуту. — М.: Современник, 1989. — 159 с. — (Диалог со временем). — 15 000 экз. — ISBN 5-270-01071-2.
- Новая Россия: мир литературы: Энцикл. словарь-справочник: В 2 т.. — М.: Рипол-классик, 2002. — Т. 1. — 830 с. — 5000 экз. — ISBN 5-7905-1662-9.
- Перемена участи: Статьи последних лет. — М.: Новое литературное обозрение, 2003. — 391 с. — ISBN 5-86793-256-7.
- Русская литература сегодня: путеводитель. — М.: Олма-Пресс, 2003. — 444 с. — 3000 экз. — ISBN 5-224-04582-7.
- Жизнь по понятиям: русская литература сегодня. — М.: Время, 2007. — 766 с. — 3000 экз. — ISBN 5-9691-0129-X.
- Зарубежье: русская литература сегодня: [словарь]. — М.: Время, 2008. — 782 с. — 3000 экз. — ISBN 978-5-9691-0292-7.
- Русская литература сегодня: большой путеводитель. — М.: Время, 2007. — 574 с. — 3000 экз. — ISBN 5-96910130-3.
- Русская литература сегодня: новый путеводитель. — М.: Время, 2009. — 814 с. — 3000 экз. — ISBN 978-5-9691-0408-2.
- Русская литература сегодня: малая литературная энциклопедия. — М.: Время, 2012. — 990 с. — 3000 экз. — ISBN 978-5-9691-0679-6.
- Признательные показания: тринадцать портретов, девять пейзажей и два автопортрета: [сборник]. — М.: Время, 2012. — 412 с. — (серия «Диалог»). — 1500 экз. — ISBN 978-5-9691-0757-1.
- Критика — это критики. Версия 2:0. — М.: Время, 2015. — 608 с. — 1500 экз. — ISBN 978-5-9691-1285.
- Вот жизнь моя. Фейсбучный роман. — М.: Рипол-Классик, 2015. — 560 с. — ISBN 978-5-386-08894-1.
- Оттепель: События. Март 1953 - август 1968 года. — М.: Новое литературное обозрение, 2020. — 1192 с. — ISBN 978-5-4448-1192-4.
- Оттепель. Действующие лица. — М.: Новое литературное обозрение, 2023. — 1112 с. — ISBN 978-5-4448-1969-2.
- Оттепель как неповиновение. — М.: Новое литературное обозрение, 2023. — 224 с. — ISBN 978-5-4448-2141-1.

## Награды
Государственные
- 1984 — Орден «Знак Почёта»[8]
- 2008 — Орден Почёта.

Правительственные

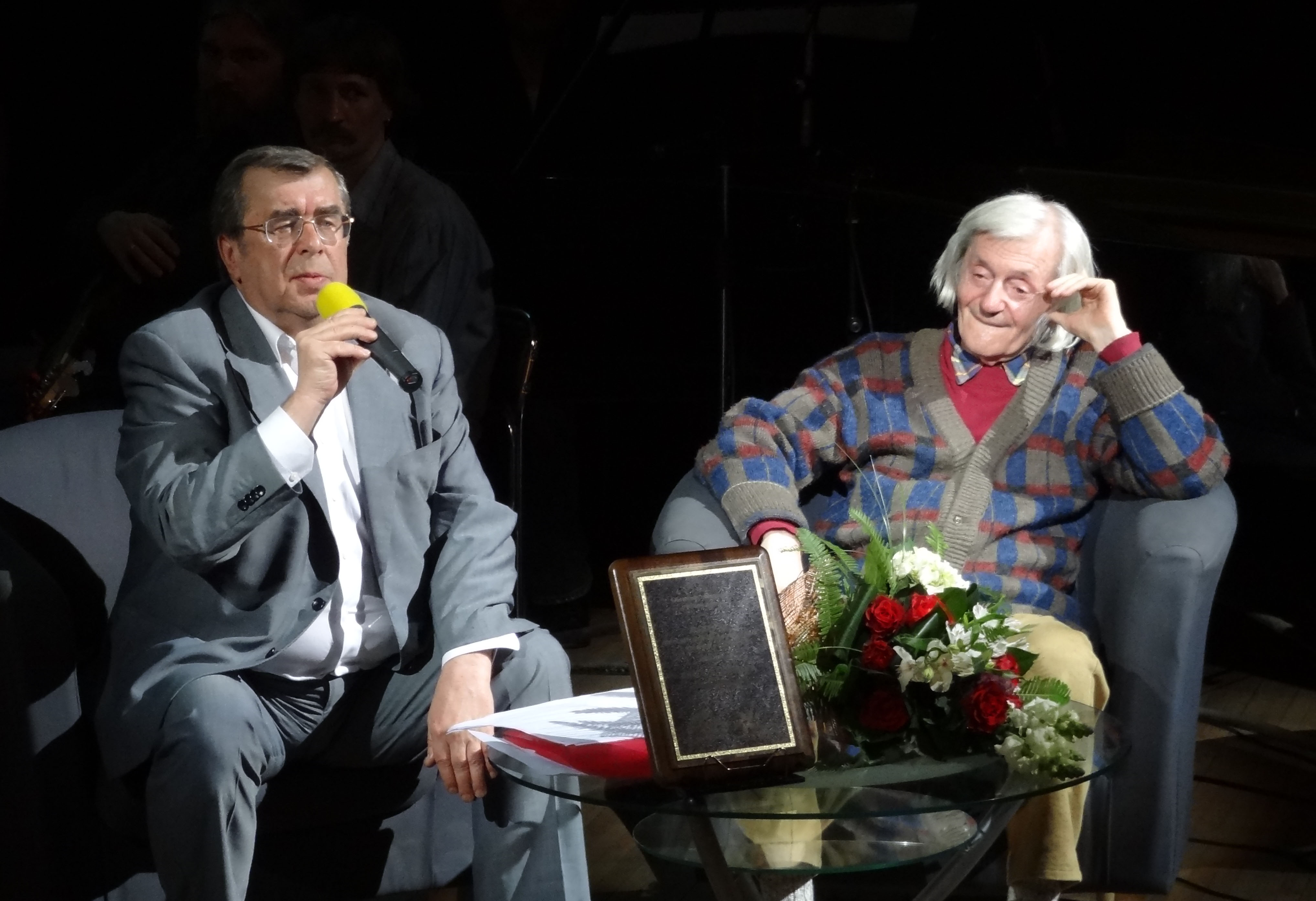
С. И. Чупринин и В. А. Соснора на торжественной церемонии вручения российской национальной премии «Поэт». Москва, 2011 год.

- 2021 — Премия Правительства Российской Федерации в области средств массовой информации (17 декабря 2021 года) — за сохранение лучших традиций литературно-художественных журналов и активную работу по поиску и популяризации молодых талантливых авторов[9].

Общественные
- 1977, 1984 — премия «Литературной газеты»
- 1979 — премия Союза писателей СССР
- 1999 — премия им. А. Блока
- 2001 — Царскосельская художественная премия
- 2003 — общественная медаль «За труды и Отечество»
- 2015 — международная премия «Писатель XXI века»
- 2020 — премия «Просветитель» в номинации «Гуманитарные науки»